# Gödöllői arborétum
A Gödöllői Arbo-park  korábbi nevén Gödöllői Erdészeti Arborétum abból a ligetből fejlődött ki, amelyet József főherceg telepített a 19. század végén kedvelt vadászterületén, a Gödöllő melletti erdőségben.
Gödöllőről az Isaszegi úton délnek haladva az első vasúti átjáró után érhető el (Parkerdő).

## Története
A főherceg kertészei számos, a környéken nem őshonos növényt telepítettek, főleg fafajokat. Az így kialakult összetett erdőképre felfigyelt Darányi Ignác földművelésügyi miniszter, és a területet 1902-ben arborétummá nyilváníttatta. Eredeti területe 190 hektár volt. A miniszter rendeletére még 1902-ben rendszeres telepítésbe kezdtek azzal a céllal, hogy a homokos alföldi területek fásítására alkalmasnak tűnő fafajokat tanulmányozzák benne. Ennek terveit terveit Pirkner Ernő erdőigazgató és Ilsemann Keresztély (eredeti nevén: Christian Ilsemann) dolgozta ki. Az eredeti területi beosztás és szerkezet még ma is kimutatható (turista). Ezt a telepítést 1914-ben fejezték be.
Az I. világháború jelentős károkat okozott: nemcsak az emberek vágtak ki fákat, de a kidőlt kerítésen a vadak is bejutottak. Miután a trianoni békeszerződéssel Magyarország erdőterületének 80 %-át elvesztette, megkezdték a károk helyreállítását és a gyűjtemény bővítését. Ennek eredményeként az ekkor József Főherceg Ligetnek nevezett gyűjtemény lett a húszas–harmincas évekre Magyarország legjelentősebb, európai hírű növénykertje (turista).
A II. világháború súlyosan károsította a gyűjteményt. A város lakói és az itt állomásozó katonák sok fát kivágta. Kidöntötték a kerítést, ami a vadkár megismétlődéséhez vezetett. A háború után sokáig senki sem foglalkozott az arborétummal, sőt, az újonnan alapított Gödöllői Gépgyár mintegy 54 hektárt elvett annak területéből. A kerítést csak 1957-ben építették újjá. Az Erdészeti Tudományos Intézet (ERTI)  felmérte a növényállományt, a betelepült vadakat megritkították. Az új telepítő programot 1960-ban kezdték el. 1975-ben az ERTI lett a terület hivatalos kezelője (turista). A telepítő programot fokozatosan bővítették, az arborétum területe 2022-ben 350 hektár (Parkerdő).
Az 1970-es években a génmegőrzés vált a fő feladattá. A kutatóállomás feladata az erdészeti növénynemesítés, az ökológia, az erdővédelem és az erdészeti gépesítés lett (turista).
Az arborétum 1989 óta látogatható, de közben az erdészeti kutatás folyamatos. Az ERTI rendszeresen értékeli az idősödő állományok állapotát, gyűjti az egyes fajtaváltozatok vegetatív és generatív szaporítóanyagát (turista).
A szükséges erdészeti munkákat 2012 októbere óta a Pilisi Parkerdő Zrt. Valkói Erdészete végzi (Parkerdő). 2017-ben a terület kezelését teljesen a Zrt. vette át.

## A gyűjtemény
2022-ben a gyűjteményben 110 nyitvatermő és 650 lombos fafaj, alfaj vagy változat szerepel. A terület 90 %-a az erdészeti kutatás céljait szolgálja, ezen 154 erdőtípus foltjai érintkeznek egymással. 10 %-a park jellegű. Különlegessége az erdészeti jelleg, aminek lényege, hogy a fafajokat az egyes erdőtársulásokra jellemző lágyszárú- és cserjeszinttel együtt láthatjuk (Parkerdő).
A Magyarországon egzotikusnak számító fafajok közül kiemelendők az 50–100 éves duglászfenyők, jegenyefenyők és tűnyalábos fenyők. Van itt:
- mamutfenyő,
- oregoni álciprus és
- atlaszcédrus is.

Az arborétum több természetes fafaj, illetve nemesített erdészeti fajta génbankja is az erdei fenyő, a kocsányos tölgy, a fehér akác, a vörösfenyő és sok egyéb faj jól dokumentált törzsültetvényeivel (Parkerdő).
A parkot sárga, zöld és piros T-vel jelölt bemutató útvonalak hálózzák be. Ezek mentén kihelyezett táblák mutatnak be 147-féle fenyőt és egyéb nyitvatermőt, valamint 875 lombos fát és cserjét. Van játszótér, sok pihenőpad és tűzrakó hely (turista).

## Látogatása
A 350 hektárból 137 látogatható, csekély belépti díj megváltásával.
Az arborétum kutyával is látogatható, a kutyákat pórázon kell tartani.
Nyitvatartás:
Január 1. - Március 3.: 8:00-16:00, Március 4. – November 5.: 08:00 – 18:00
November 6. – December 31.: 08:00 – 16:00 (www.arbopark.hu)